# Hermannia micropetala
Hermannia micropetala är en malvaväxtart som beskrevs av William Henry Harvey. Hermannia micropetala ingår i släktet Hermannia och familjen malvaväxter. Inga underarter finns listade i Catalogue of Life.